# Auki
Auki es una ciudad de las Islas Salomón. Es la capital provincial de la isla de Malaita. Se sitúa en la costa noroeste de la isla. Hay vuelos diarios, y trayectos regulares en barco, que conectan la ciudad con la capital del país, Honiara, en la isla de Guadalcanal.

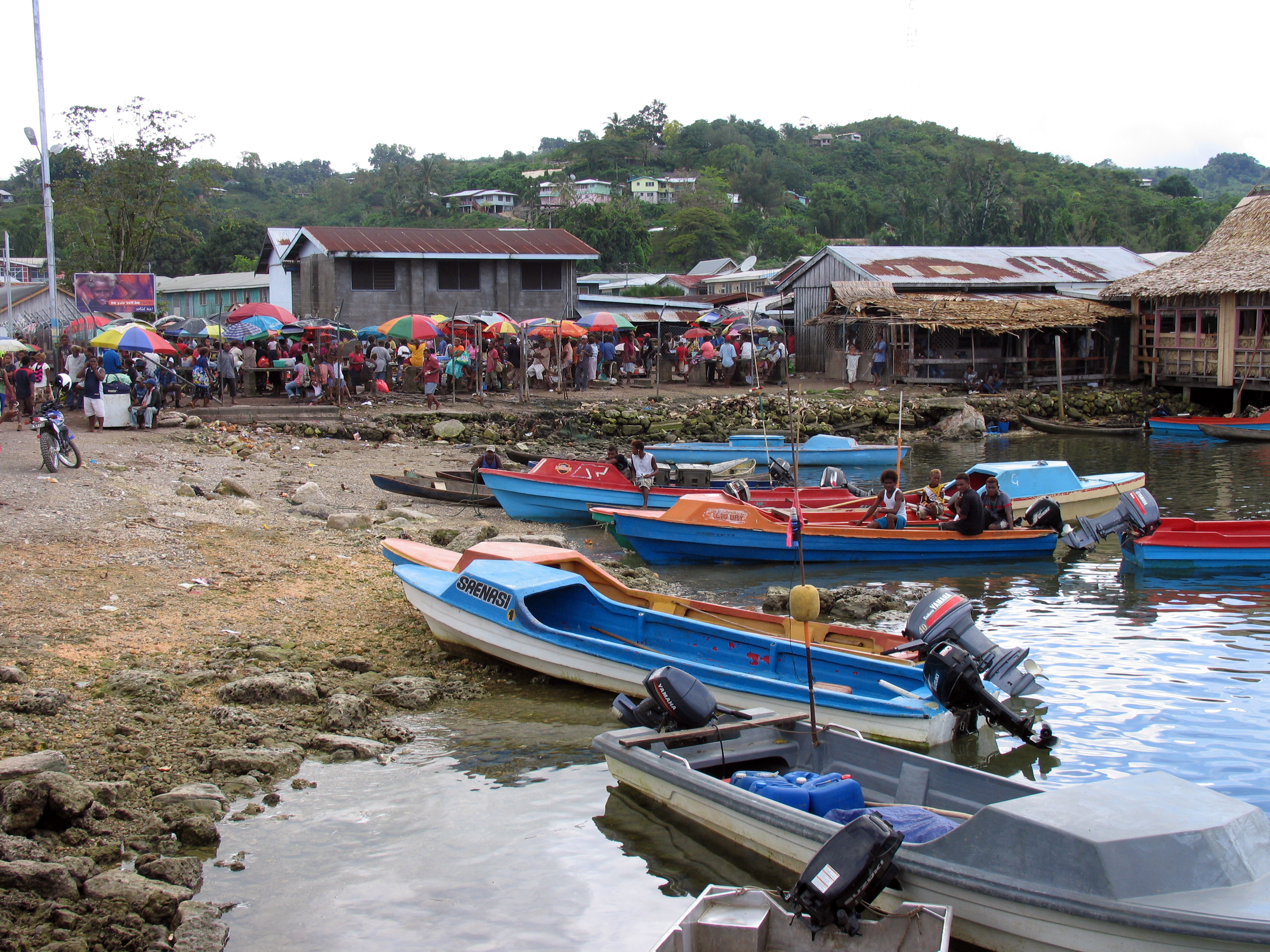
Puerto y mercado de Auki

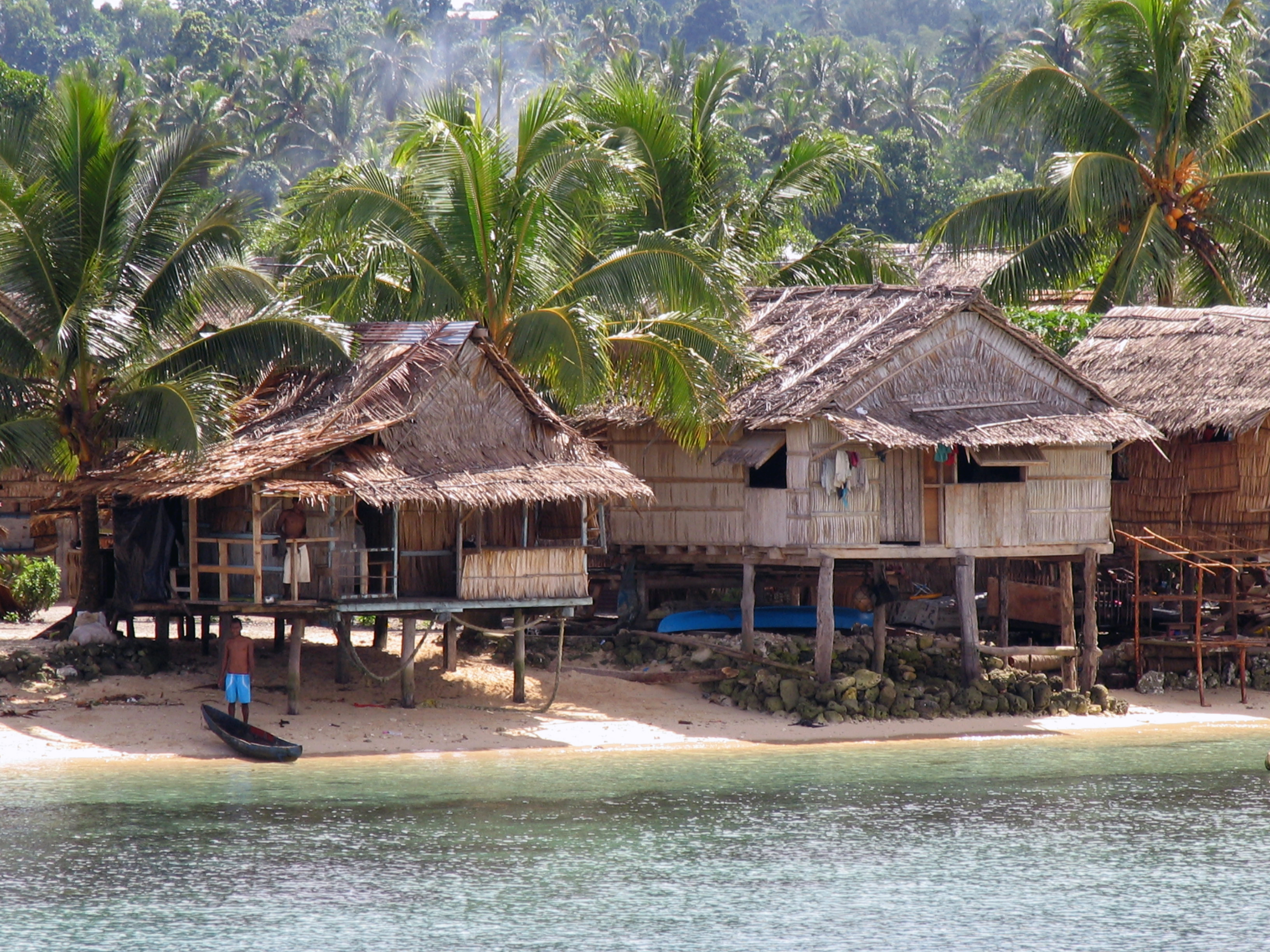
Arquitectura típica de Auki

El parlamentario elegido en las elecciones de 2006 por la circunscripción Auki-Langalanga fue el ex primer ministro Bartholomew Ulufa'alu, fallecido el 25 de mayo de 2007.
- Datos: Q538476
- Multimedia: Auki / Q538476